# La chienne
La  chienne (titulada en español como La golfa y La perra) es una película francesa de 1931 dirigida por Jean Renoir. Es una adaptación de la obra homónima de Georges de La Fouchardière que adaptó al teatro en 1921 André Mouëzy-Éon.
Fritz Lang readaptó la novela en 1945 con una de sus más reconocidas películas, Perversidad.

## Sinopsis
Maurice Legrand es un cajero casado con Adèle viuda de un héroe de guerra francés Alexis. Una noche Maurice ve a una pareja peleando en la noche, Lulú y Dédé. Maurice de empezará a enamorarse de Lulú y regalándole cuadros pintados por él, esto hará que Dédé y Lúlú se aprovechen de él vendiendo los cuadros regalados como dibujados por Lúlú con el sobrenombre de Clara Wood.

## Reparto
- Michel Simon como Maurice Legrand
- Janie Marèse como Lucienne 'Lulu' Pelletier
- Georges Flamant como André 'Dédé' Jauguin
- Magdeleine Bérubet comi Adèle Legrand
- Roger Gaillard como Alexis Godard
- Jean Gehret como Dugodet
- Alexandre Rignault como Langelarde
- Lucien Mancini como Wallstein
- Marcel Courmes como Colonel
- Max Dalban como Bernard
- Henri Guisol como Amédée
- Romain Bouquet como Henriot
- Pierre Desty como Gustave

## Comentario
La golfa es la duodécima película, y segunda sonora, de las películas dirigidas por Jean Renoir. Esta película provoca un cambio artístico en su autor al empezar el llamado período realista, a la que se sucedieron obras tales como Toni, La gran ilusión y La regla del juego.